# Van Halen (album)
Van Halen je debitantski album američke hard rock grupe Van Halen. Sniman godine 1977., a izlazi 10. veljače 1978. godine.
Album donosi prekretnicu na dotadašnjoj hard rock i heavy metal sceni. Genijalno sviranje Eddia Van Halena i fantastično pjevanje Davida Lee Rotha, donosi im veliku popularnost kod publike.
Eddie postavlja nove standarde u soliranju na gitari, pa tako u skladbi 'Eruption' izvodi svoj zaštitni znak, sviranje "Tappinga".

## Popis pjesama
Sve pjesme (osim onih koje su posebno naznačene) napisali su članovi grupe Van Halen.
1. "Runnin' With the Devil" – 3:35
2. "Eruption" – 1:42
3. "You Really Got Me" (Ray Davies) – 2:37
4. "Ain't Talkin' 'Bout Love" – 3:49
5. "I'm the One" – 3:46
6. "Jamie's Cryin'" – 3:30
7. "Atomic Punk" – 3:01
8. "Feel Your Love Tonight" – 3:42
9. "Little Dreamer" – 3:22
10. "Ice Cream Man" (John Brim) – 3:19
11. "On Fire" – 3:00

## Zasluge
- David Lee Roth - vokal
- Eddie Van Halen - gitara
- Michael Anthony - bas-gitara
- Alex Van Halen - bubnjevi

## Singlovi
| Godina | Singl                      | Top ljestvica | Mjesto |
| ------ | -------------------------- | ------------- | ------ |
| 1978   | "You Really Got Me"        | Pop Singles   | 36     |
| 1978   | "Runnin' With the Devil"   | Pop Singles   | 84     |
| 1978   | "Jamie's Cryin'"           |               |        |
| 1978   | "Ain't Talkin' 'Bout Love" |               |        |